# Freycinetia spectabilis
Freycinetia spectabilis är en enhjärtbladig växtart som beskrevs av Hermann Maximilian Carl Ludwig Friedrich zu Solms-Laubach. Freycinetia spectabilis ingår i släktet Freycinetia och familjen Pandanaceae.
Artens utbredningsområde är Nya Kaledonien. Inga underarter finns listade.